# The Saddest Music in the World
Pour plus de détails, voir Fiche technique et Distribution.
The Saddest Music in the World est un film canadien réalisé par Guy Maddin, sorti en 2003.

## Synopsis
Durant la Grande Dépression, une baronne de la bière cul-de-jatte organise un concours de la musique la plus triste du monde. Les musiciens affluent de tous les pays et s'affrontent pour remporter le prix.

## Fiche technique
- Titre : The Saddest Music in the World
- Réalisation : Guy Maddin
- Scénario :  Kazuo Ishiguro, Guy Maddin et George Toles
- Pays d'origine : Canada
- Format : Noir et blanc - couleurs - 1,85:1 - Dolby Digital - 35 mm
- Genre : Comédie et film musical
- Durée : 100 minutes
- Date de sortie : 2003

## Distribution
- Mark McKinney : Chester Kent
- Isabella Rossellini : Lady Helen Port-Huntley
- Maria de Medeiros : Narcissa
- David Fox : Fyodor Kent
- Ross McMillan : Roderick Kent / Gravillo the Great
- Darcy Fehr : Teddy
- Claude Dorge : Duncan Elksworth
- Talia Pura : Mary
- Jeff Sutton : jeune Chester
- Graeme Valentin : jeune Roderick
- Maggie Nagle : mère de Chester